# آپنا
آپنا (به ارمنی: Ափնա) یک روستا در ارمنستان است که در استان آراگاتسوتن واقع شده‌است. آپنا در ۱۵ کیلومتری جنوب آشتاراک، مرکز استان آراگاتسوتن واقع شده‌است.

## خصوصیات
آپنا ۴۹۰ نفر جمعیت دارد و در ارتفاع ۱۸۱۰ متر بالاتر از سطح دریا قرار گرفته‌است.
| سال   | ۱۸۳۱ | ۱۸۵۹ | ۱۸۷۳ | ۱۸۸۶ | ۱۸۹۷ | ۱۹۱۴ | ۱۹۲۶ | ۱۹۳۹ | ۱۹۵۹ | ۱۹۷۹ | ۲۰۰۱ | ۲۰۰۸ |
| جمعیت | ۳۷۶  | ۴۵۰  | ۸۴۱  | ۸۷۱  | ۹۰۷  | ۷۲۵  | ۶۲۹  | ۳۵۸  | ۴۳۵  | ۴۴۴  | ۴۹۰  | ۶۹۵  |